# غاري غروس
غاري غروس (بالإنجليزية: Garry Gross)‏ هو مصور أمريكي، ولد في 6 نوفمبر 1937 في ذا برونكس في الولايات المتحدة، وتوفي في 30 نوفمبر 2010 في مانهاتن في الولايات المتحدة بسبب نوبة قلبية.

## وصلات خارجية
- غاري غروس على موقع IMDb (الإنجليزية)
- غاري غروس على موقع ميوزك برينز (الإنجليزية)
- غاري غروس على موقع ديسكوغز (الإنجليزية)